# 新教圣彼得保罗堂 (卡罗维发利)
新教圣彼得保罗堂（Kostel svatého Petra a Pavla）是捷克卡罗维发利的一座新教教堂，位于帝国水疗中心（Císařských lázní）以东约100米。它原属路德宗，现属捷克斯洛伐克胡斯教会。新罗马式建筑。
1995年，该建筑列为捷克保护文物。

## 历史
这座教堂建于1854-1856年，位于肖伯格-利佩伯爵夫人的地产上，她将其用于为非天主教水疗客人建立祈祷室。建筑的赞助人是汉诺威国王乔治五世。建筑师古斯塔夫·海因。1856年7月1日举行第一次礼拜。普鲁士国王威廉四世来到卡罗维发利接受治疗，参观了教堂，倡议筹集资金，用于扩建教堂，并修建钟楼。1865年6月13日钟楼开始施工，1866年6月15日，完工的钟楼敲响了钟声。1864–1866年，教堂完成了正立面，采用新罗马式风格。伯爵夫人的别墅则改建为牧师住宅。1893年5月9日，利佩王子去世，1893-1894年，莱比锡建筑师朱利叶斯·泽西格（Julius Zeissig）对立面进行了改建。完成后于1894年5月3日举行礼拜。
自1952年起，该堂由捷克斯洛伐克胡斯教会使用。 